# ドーコン
株式会社ドーコンは、北海道札幌市厚別区に本社を置く北海道を基盤とする総合建設コンサルタント会社。

## 沿革
- 1960年6月1日、北海道開発コンサルタント株式会社として創業。
- 2000年、ISO 9001を全社で認証取得。
- 2001年3月、株式会社ドーコンに社名変更。
- 2001年、ISO 14001を全社で認証取得。
- 2011年、名古屋事務所開設
- 2013年、横浜事務所開設
- 2019年10月29日、本社ビル4階から出火[1]。
- 2020年、本社ビル解体[2]。
- 2021年、新本社ビル着工[3]。
- 2023年、新本社ビル竣工。火災及び新本社ビル建設のため、札幌市内に分散していた事務所も本社に移転した[4]。

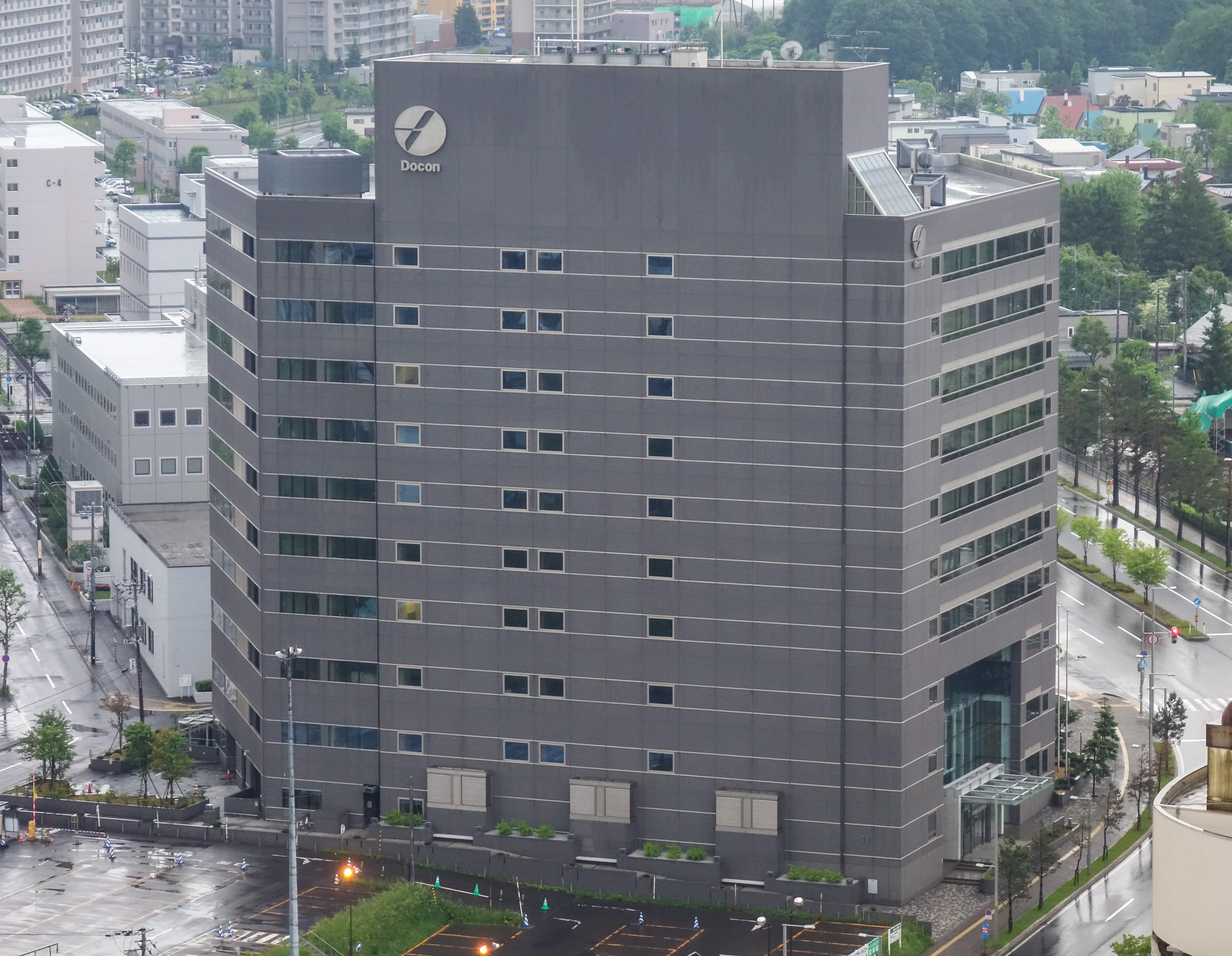
ドーコン旧社屋（2014年）。2019年に火災に遭い、2020年に解体。

## 事業所
- 本社：札幌市厚別区厚別中央1-5-4-1
- 東京支店：東京都中央区日本橋小伝馬町4-9 小伝馬町新日本橋ビルディング
- 東北支店：仙台市青葉区一番町4-1-25 JRE東二番スクエア
- 函館事務所：函館市若松町15-7 函館北洋ビル
- 旭川事務所：旭川市4条通9-1703 旭川北洋ビル
- 釧路事務所：釧路市北大通10-2-1 釧路道銀ビル
- 岩手事務所：盛岡市中央通3-17-7 北星ビル
- 福島事務所：福島市置賜町1-29
- 横浜事務所：横浜市鶴見区鶴見中央4-14-6-601
- 静岡事務所：静岡市葵区紺屋町17-1
- 名古屋事務所：名古屋市中区錦3-1-30 錦マルエムビル

## ドーコン叢書
所属するエンジニアたちが執筆した、一般の人向けの「ドーコン叢書」を共同文化社から出版。第1巻の『エンジニアの野外手帳』（ISBN 978-4-87739-196-6）は2011年、第2巻の『エンジニアの新発見・再発見』（ISBN 978-4-87739-211-6）は2012年に発行された。

## 受賞歴
設計競技（コンペ）で最優秀賞となり担当した、仙台市地下鉄東西線「広瀬川橋りょう」「西公園高架橋」が、平成25年度土木学会賞（田中賞）を受賞。